# Ambon (ostrov)
Ambon je indonéský ostrov v souostroví Moluky. Nachází se v severní části Bandského moře, jihozápadně od ostrova Seram. Hornatý ostrov s dostatkem vláhy a úrodné půdy je Ambonským zálivem na jihozápadě a menším zálivem Baguala na východě rozdělen na dva poloostrovy: větší Hitu na severu a menší Laitimor na jihu, které jsou spojené přibližně 1,8 km širokou šíjí Paso. Hlavním městem a přístavem je Ambon, který je zároveň hlavním městem provincie Moluky. Hlavní letiště na ostrově – mezinárodní letiště Pattimura (AMQ/WAPP) – se nachází na severním pobřeží Ambonského zálivu.
Pro Evropany ostrov objevili počátkem 16. století Portugalci, kteří se pokusili získat kontrolu nad místním obchodem s kořením. V roce 1605 je vystřídali Nizozemci a roku 1610 se Ambon stal hlavním sídlem Holandské východoindické společnosti. V roce 1796 se ostrova zmocnili Britové, avšak v roce 1802 jej vrátili Nizozemcům. Britové se ostrova zmocnili ještě jednou, v roce 1810, ale v roce 1814 ho opět vrátili. Pod nizozemskou nadvládou ostrov zůstal až do druhé světové války, kdy byl v únoru 1942 dobyt Japonci. Po indonéské revoluci vedly náboženské a etnické spory k povstání proti centrální indonéské vládě, které vyvrcholilo vyhlášením Republiky Jižní Moluky v dubnu 1950, přičemž Ambon tvořil jeden z hlavních ostrovů mezinárodně neuznané republiky. Po indonéské invazi v říjnu 1950 se ostrov stal součástí Indonésie.